# جيسي ك. سميث
جيسي ك. سميث (بالإنجليزية: Jesse C. Smith)‏ هو ضابط ومحامي وقاضي وسياسي أمريكي، ولد في 18 يونيو 1808 في بوتيرنوتس في الولايات المتحدة، وتوفي في 11 يوليو 1888. حزبياً، نشط في الحزب الجمهوري. وقد انتخب عضو مجلس ولاية نيويورك.